# Хоакин Гусман
Хоакин Арчивалдо Гусман Лоера (на испански: Joaquín Archivaldo Guzmán Loera), по-известен като Ел Чапо (на испански: El Chapo), е мексикански наркобарон оглавяващ картела Синалоа. Известен е като „Ел Чапо“ заради ниския си ръст (166 cm). Считан е за един от най-влиятелните наркобосове в света.
Превръща се в най-големия наркобос в Мексико след ареста на основния му конкурент Осиел Карденас. Израснал по улиците, той става един от основателите на картела Синалоа, а след това и най-важната фигура в картела. През 1993 г. е заловен за първи път и осъден на 20 години затвор. Успява да избяга от затвора през 2001 година. Измъква се след като подкупва надзирател да го скрие в контейнер за пране, който напуска затвора с камиона, събиращ прането.
През 2014 г. е заловен за втори път. Този път прекарва само 1 година в затвора. Избягва чрез сложен, професионално изграден тунел, дълъг 1,5 километра, който негови хора прокопават до килията му.
В началото на 2016 г. е заловен отново след престрелка с полицията в родния си край, Синалоа. На 19 януари 2017 г. Ел Чапо е екстрадиран в Ню Йорк, за да се изправи пред законодателството на САЩ за пране на пари, трафик на наркотици, отвличане и убийства.

## Биография
Гусман е роден и израства в община Бадирагуато – беден район в щата Синалоа, където се раждат много от известните наркотрафиканти. Започва престъпната си кариера през 1980-те години като член на наркокартела Гуадалахара, оглавяван от Мигел Ангел Феликс Галардо. Издига се бързо сред редиците на организацията. Когато тя се разпада в края на 1980-те години, Гусман става началник на картела Синалоа. Под неговото ръководство, картелът разработва изобретателни техники и стратегии за трафик, включително прокопаването на тунели с охлаждане под мексикано-американската граница, скриването на дрога в консерви с люти чушки и в пожарогасители или катапултирането на дрога над границата. Организацията му произвежда и изнася различни видове дрога, включително марихуана, хероин, кокаин и метамфетамин.
През 1993 г. Гусман е арестуван в Гватемала и екстрадиран в Мексико. Там е оправдан по обвинения в убийство, но е признат за виновен за трафик на дрога и незаконно притежание на огнестрелно оръжие. Осъден е на над 20 години затвор при максимална сигурност. Той, обаче, подкупва властите на затвора и се радва на определени привилегии, които му позволяват да управлява престъпната си организация дори зад решетките. По данни на различни източници, той оглавява картела от 1995 г. През 2001 г. успява да избяга с помощта на корумпиран надзирател. Последвалото разследване довежда до задържането на много от служителите на затвора, включително директора му.
В началото на 21 век Гусман е отговорен за по-голямата част от трафика на марихуана и кокаин от Колумбия и Мексико в САЩ и вече е най-големият трафикант на метамфетамини в страната, внасяйки химикали от Азия. През 2009 г. списание „Форбс“ оценява богатството му на 1 милиард долара, а някои оценки поставят годишният доход на картела на 3 милиарда долара. В родно Мексико, Гусман се издига до нивото на фолклорен герой – някои от хората го величаят като герой, а житейският му път е възпяван в много популярни наркобалади.
Правителството на САЩ започва да гледа на Гусман като на приоритетна мишена във войната срещу наркотиците. През 2004 г. то обявява награда от 5 милиона долара за информация, която би довела до арестуването на Гусман. През 2012 г. сметките на членовете на семейството му в САЩ са замразени. Картелът влиза в кървави битки с конкурентните картели и мексиканските власти, в които загиват хиляди хора. Операциите на наркобарона се извършват в 17 от 31 мексикански щати. През 2006 г. е предприета широкомащабна офанзива срещу наркокартелите от мексиканската армия, която довежда до задържането на много трафиканти, но не успява да залови големите фигури на картелите. През 2013 г. Ел Чапо е обявен за враг № 1 на град Чикаго. Последният човек, обявен за такъв преди него, е Ал Капоне. След години криене Гусман е арестуван в Масатлан през февруари 2014 г. Арестът му е резултат от продължителна съвместна операция на мексиканската морска пехота и американската Администрация за борба с наркотиците.
През нощта на 11 юли 2015 г. Гусман отново успява да избяга от строго охраняван затвор близо до Толука през дупка под душа в килията си към 1,5-километров тунел, който води до постройка на близък строеж. Тунелът разполага с осветление и вентилация, което ще рече, че е бил копан известно време. Следва интензивно преследване, придружавано от многобройни въпроси относно възможността за държавно съучастие в бягството. Това нанася тежък удар на президента Енрике Пеня Нието, който поставя унищожаването на наркокартелите като една от най-важните цели на администрацията си. На 8 януари 2016 г. е обявено, че Гусман отново е заловен в крайбрежния град Лос Мочис след престрелка с полицията. На следващата година е екстрадиран в САЩ, където е обвинен в различни престъпления, включително трафик на дрога, пране на пари и заговор за убийство. Съдебното му дело започва през ноември 2018 г., а през февруари 2019 г. е признат за виновен по всички обвинения. Пет месеца по-късно е осъден на доживотен затвор.